# Serginho Herval
Sérgio Herval Hollanda de Lima, meglio noto come Serginho (Rio de Janeiro, 3 febbraio 1958), è un cantante, batterista e produttore discografico brasiliano.
È membro del gruppo Roupa Nova dal 1978. Suona come batterista ed è stato insieme a Paulinho la voce principale di molte canzoni del gruppo.